# テラクレスタ
『テラクレスタ』（TERRA CRESTA）は、1985年に稼働を開始した、日本物産（ニチブツ）のアーケード用縦スクロールシューティングゲーム。
同社のアーケードゲーム『ムーンクレスタ』（1980年）の続編であり、自機「ウィンガー」を操作し、宇宙魔王マンドラーを倒して巨獣の住処となった地上世界を取り戻す事を目的としたゲーム。合体システムなどを特徴としている。キャッチコピーは「逆襲のムーンクレスタ（MOON CRESTA STRIKES BACK.）」。
開発は日本物産が行い、ゲームデザインは藤原茂樹、作曲は吉田健志が担当。現在はハムスターが権利を受け継いでいる。
1986年にファミリーコンピュータに移植された他、欧米ではAmstrad CPC、コモドール64、ZX Spectrumに移植、1992年にはX68000に移植された。アーケード版は2005年にオレたちゲーセン族シリーズとしてPlayStation 2用ソフトとして発売された他、2014年にはPlayStation 4用としてアーケードアーカイブスにて配信、2018年にはNintendo Switch用ソフトとしてアーケードアーカイブスにて配信された。

## 概要
『スペースインベーダー』（1978年）から始まった『ギャラクシアン』（1979年）などと同様の固定画面シューティングだった前作に対し、本作は『ゼビウス』（1983年）から始まった縦スクロールシューティングとなっている。また、「合体」というその後のニチブツシューティングパワーアップ要素を確立させた作品でもある。
合体というシステムに関しては本作のゲームデザイナーである藤原茂樹の前作『マグマックス』（1985年）と近い部分が多い。また、本作のシステムを継承した作品として『UFOロボ ダンガー』（1986年）や、家庭用での続編として『テラクレスタII』、『テラクレスタ3D』『ソルクレスタ』が存在する（続編については#続編節で後述）。スタート時に鳴る音楽は、ラスト1機の時だけ通常とは異なる『ムーンクレスタ』のオープニング曲をアレンジした曲が流れる。

## ゲーム内容

### システム
プレイヤーは、8方向レバーと2ボタン（ショットとフォーメーション）で自機・ウィンガーを操作し、陸地・海上などの上空を進んで行く。地上物と空中物は同じショットで破壊できる。合体状態でFマークがある場合、一定時間だけ「フォーメーション攻撃」が可能になる。フォーメーション攻撃中は通常では撃てない場所に弾を撃てたり、破壊不可能な空中物が破壊できるようになる。ショットはプレイヤーのボタン連打の速度に関わらず一定間隔で発射されるという、癖のある仕様になっている。
地上物と空中物は同じショットで倒せるが、破壊不可能な地上物や空中物に遮蔽されるとその後ろに一切攻撃ができない。それをフォローするためにさまざまな特殊攻撃が存在する。
敵空中物はまとまった数で出現する。また、トリッキーな動きをする敵も多く、弾を発射するよりも自機に突進してくるタイプの敵が多い。敵の出現パターンはエリアによって決まっているため(ボス戦やキャラクタオーバーで出現しないことはある)、素早く殲滅すればするほど楽になり、撃ちもらすとその敵の執拗な攻撃を受け、一気に窮地に陥ることもある。また、敵は全て画面上に見えているわけではなく、一部の地上物は一定距離に近づくか、画面上に配置されてから一定時間が経過すると姿を現し、攻撃してくることもある。
エリアは一定の長さで仕切られており、ボスが出現するエリアもある。エリア同士の境界は海となっている。ボスは3種類存在し、登場する順番は常に固定。ミスした（自機を失った）時点でのエリアの進行状況に応じて、再スタートエリアが決まる。全16エリア。
ゲーム中は縦スクロールのみだが、前後のエリアのマップは左右につながる形状となっており、全エリアのマップを左から並べて横につなげると、1つの大きなマップとなる。
また、ある条件下で雑魚を撃つと1000と表示される時があるが、実際にはその得点は入っていない。

### ウィンガー
スタート直後（またはパーツなし）は「アルファ号」という2連装のショットを装備した状態である。
地上の決まった各所に格納庫が存在し、自機が差しかかると出現する。格納庫と一緒に出てくる数字の刻印された地上物を全て破壊することで、格納庫からその数字に対応したパーツが出現、合体可能となる。数字の地上物は「2」から「5」まで存在し、格納庫の周囲にその数字-1の数だけ、例えば「3」なら地上物は2個出現する。地上物はその地形に来ると出現し始めるが、出現しきるまで破壊できない。複数合体すると、そのパーツの能力は全て同時に使用可能となり、合体すればするほど強力になるが、その分当たり判定も大きくなり、リスクが上がる。
なお、パーツの出現順序は、回収した・しなかったによらずエリアマップ固定で番号順になっている。7、12、14〜16面は1個、その他の面は2個配置されている。例えば、当たり判定の大きくなる「2」を意図的に取り逃がして、「3」と「4」のみを回収して進むという事も可能。この場合、「5」まで行けば、次は所有していないパーツが出現する（この場合「2」に戻る）。合体するごとに、フォーメーション攻撃に必要なFマークが3まで回復する。また、パーツ合体後1秒ほど無敵となる。
合体時は敵や敵弾に触れてもパーツだけが破壊され、即ミスとはならない。2機〜4機合体時にはアルファ号のみに戻り、5機合体の状態のときのみアルファ・ベータ・デルタ号の3機合体状態になる。また、パーツ破壊後1秒ほど無敵となる。
アルファ号
初期状態の自機。2連装。攻撃力は小さく、フォーメーションも使えないが、当たり判定が小さいので最も攻撃を受けにくい。画面上では「WINGER」と表記される。
ベータ号
「2」の格納庫から出現。横長の羽根型で、合体すると攻撃範囲が横長に倍に広がる。各ショットの判定が独立していないため破壊不能敵に遮られやすくなる。かなり大きめのパーツなので、合体するといきなり当たり判定も広がる。
ガンマ号
「3」の格納庫から出現。アルファの機首にかぶさるように付く。後方にもノーマルショットが撃てるようになる。当たり判定、攻撃力自体はアルファのノーマルショットと変わらないが、唯一、恐竜の骨を破壊することができる（ファミリーコンピュータ版は破壊不可能）。
デルタ号
「4」の格納庫から出現。アルファの前方に付く。強力な貫通弾を発射できる。連射能力はそのままに、射線上のザコ敵を一掃できる。ボスに対して与えるダメージも大きくなるが、自機は見た目通り前方への当たり判定が若干広がる。
エプシロン号
「5」の格納庫から出現。最後尾に付く。自機後方に大きめのバリアを張る。このバリアは敵の弾や地上物に対しては無力であるが通常ショットで破壊出来る敵空中物に対しては全て一撃で破壊可能な特性があり、ゲーム中非常に硬い要塞ダイコンや宇宙魔王マンドラーの最終段階であっても同様である（ただし実行・検証するには、相当な技量が必要である）。

#### フォーメーション攻撃
「2機以上合体している」「Fマークがある」「火の鳥状態ではない」という条件を満たしているとき、一定時間パーツを分離させ、陣形を組んで攻撃する「フォーメーション攻撃」が可能。合体している機数で陣形と攻撃方法が変わる（機種は問わない）。破壊不可能な空中物を破壊することも可能（キライ除く）。一定時間経過すると、分離したパーツは合体して、元の状態に戻る。
Fマークはフォーメーション攻撃を1回行うたびに1つ消費し、新しいパーツと合体するたびに現在数に関わらず3つに補給される。補給手段は合体のみのため、新たに合体ができない5機合体の状態で補給するには、故意にでも被弾してパーツを破壊し5機合体ではなくす必要がある。
フォーメーション中は各パーツは完全無敵となるが、自機は無敵とならず、一時的にパーツを分離した状態となるため、（当たり判定は合体時より小さくなるものの）1発の被弾で1機ミスとなるというリスクがある。なお、フォーメーション終了直後の合体中は、通常のパーツと合体同様に1秒ほど無敵となる。
フォーメーション攻撃中に新たなパーツと合体することも可能。たとえば、フォーメーション中で単機状態の自機が新たなパーツと合体すると、フォーメーション攻撃を継続しつつ、自機は一時的に2機合体状態となり、1発の被弾に耐えられるようになる。フォーメーション攻撃が終了すると、すべてのパーツが合体される。このときに5機合体となった場合は、そのタイミングで火の鳥状態となる。パーツの獲得寸前にフォーメーション攻撃を発動させることで、Fマークを使ってから補給するため、使用数の温存になる。
2機 - 「ムーン・フォーメーション」
アルファの左右どちらかにパーツが並び、両機の間から横長の三日月形のビームが出る。攻撃範囲は大きいが、破壊不可能な地上物に阻まれる率が高くなる。また、唯一左右非対称のフォーメーションで自機からのノーマルショットも発射されないため、自機を見失いやすい。自機とショットの間に若干の隙間があり、敵によってはその隙間から自機に体当たりしてくることがある。
3機 - 「エクステンド・フォーメーション」
アルファの斜め前に各一機ずつ位置取り逆三角形を描くフォーメーション。各機から前方へのノーマルショットと、前の2機からそれぞれ外側斜め前にショットを発射できる。コスト・攻撃力ともに非常に使いやすいフォーメーション。
4機 - 「サイクロン・フォーメーション」
アルファの前方に三角形にパーツがならび、菱形を描くフォーメーション。アルファがノーマルショットを撃ち、他のパーツは渦巻き型の軌道を描く特殊な弾を出す。アルファ以外の弾が連射が利かず、使いづらい。攻撃終了後にも回転弾が残ることがあり、消えるまで弾が撃てない。
5機 - 「クロス・フォーメーション」
正方形に並んだパーツの下にアルファが位置どった、ホームベース形。アルファはノーマルショット、右2機は左斜め前に、左2機は右斜め前にそれぞれ発射する。攻撃力は大きいが、弾やパーツが乱れ飛び、自機を見失いやすい。

#### 火の鳥
5機合体した瞬間から一定時間（約8秒）、無敵の火の鳥になる。この間は攻撃手段が体当たりとベータ号のショットのみになる。フォーメーションでは破壊不能なキライも体当たりで破壊可能。どちらかというと、攻撃ではなく難所を脱出するために防御的に使用するためのフィーチャー。5機合体直前にフォーメーションを使うことで発生時間をずらすことができる（フォーメーション終了と同時に火の鳥発動）。

## ストーリー
宇宙世紀に入って、地球は隆盛を極めていた。しかし、全宇宙を手中にしようと企む宇宙魔王マンドラーが、その無の魔力によって地球上に巨獣（原始時代に地球上に存在した恐竜のことである）を蘇らせた。宇宙魔王マンドラーとその手下巨獣群によって、地球人は地表に基地や武器を残し、生命の源である海の底へと生きる大地を移すことを余儀なくされた。
そして時は流れ、地球人たちは再び輝く太陽と緑の大地を取り戻すべく、地球奪回組織“テラクレスタ”を結成し、戦闘迎撃機“ウィンガー”を完成させ緊急発進した。ウィンガーは、大地に残された格納庫からパーツを奪還し、合体分離のフォーメーション攻撃を敵に加えながら、宇宙魔王マンドラーを目指す。

## 移植版
| No. | タイトル                                             | 発売日                                     | 対応機種                             | 開発元           | 発売元              | メディア                                | 型式              | 備考                           |
| --- | ---------------------------------------------------- | ------------------------------------------ | ------------------------------------ | ---------------- | ------------------- | --------------------------------------- | ----------------- | ------------------------------ |
| 1   | テラクレスタ                                         | 1986年9月27日 1990年3月                    | ファミリーコンピュータ               | 日本物産         | 日本物産 ビック東海 | 1メガビット+64キロRAMロムカセット       | NBF-TC NES-TQ-USA |                                |
| 2   | Terra Cresta                                         | 1986年                                     | Amstrad CPC コモドール64 ZX Spectrum | Imagine Software | Imagine Software    | フロッピーディスク                      | -                 | 北米ではコモドール64版のみ発売 |
| 3   | ビデオゲームアンソロジー ムーンクレスタ&テラクレスタ | 1992年11月20日                             | X68000                               | 電波新聞社       | マイコンソフト      | 5インチフロッピーディスク               | DP-3205023        |                                |
| 4   | オレたちゲーセン族 テラクレスタ                      | 2005年10月27日                             | PlayStation 2                        | 日本物産         | ハムスター          | CD-ROM                                  | SLPM-62661        | アーケード版の移植             |
| 5   | テラクレスタ                                         | 2014年10月28日                             | Windows                              | 日本物産         | D4エンタープライズ  | ダウンロード （プロジェクトEGG）        | -                 | ファミリーコンピュータ版の移植 |
| 6   | テラクレスタ                                         | 2014年11月20日 2015年5月19日 2015年9月15日 | PlayStation 4                        | 日本物産         | ハムスター          | ダウンロード （アーケードアーカイブス） | -                 | アーケード版の移植             |
| 7   | テラクレスタ                                         | 2018年5月10日                              | Nintendo Switch                      | 日本物産         | ハムスター          | ダウンロード （アーケードアーカイブス） | -                 | アーケード版の移植             |

ファミリーコンピュータ版
- アーケード版同様、日本物産の自社開発だが、アーケード版のデザイナーである藤原茂樹は移植作業には関与していない。ただし、フォーメーションエディットを入れたのは藤原の発案である。アーケード版との違いは以下の通り。
  - 自機の名称を「ウイングギャリバー」に変更。
  - 5機フォーメーションの陣形をエディットできるモードがある。
  - 格納庫の番号が書かれた地上物が、徐々に出現するのではなく最初から出現しているが、画面の下半分に来てその数字の刻印が点滅し始めてから破壊可能となる。
  - ファミリーコンピュータのスプライト処理能力の関係で、敵キャラクターのうち「エレキング」と「メガロ」がカットされた。
  - ボスキャラクターがスプライトでは無理な大きさのため、ダイコンとマンドラーに関してはBGで描画されており、出現時には背景は真っ黒な海になる。チューボはアーケード版同様に通常地形に登場する。
  - ファミリーコンピュータの性能上、色がアーケードに比べて淡い。また、画面が横長で縦に狭く、合体時にはアーケードよりも画面に対して自機が大きくなるため難易度が高い。
  - 敵キャラクターの恐竜の咆哮音がカットされている。
- NESにも移植されており、こちらは音楽が海外仕様に合わせて変更されている。発売はビック東海が行っている。

MSX2版
1989年4月発売予定でアナウンスされていたが、発売中止。フォーメーションエディットも搭載されるなど基本的にファミリーコンピュータ版に準拠した内容だったが、当時の雑誌媒体に掲載された画面写真ではファミリーコンピュータ版でカットされたエレキングやメガロも登場していた。
日本国外PC版
イギリスのImagineより、英語圏とフランス語圏で発売された。ZX版はアーケード版と同様の画面比率だが、64版は画面が横長で縦に狭く、合体時に自機がファミリーコンピュータ版よりもさらに大きくなるため難易度が高い。
X68000版
『ビデオゲームアンソロジー』から「ムーンクレスタ&テラクレスタ」として発売。各ゲームの起動はX68000本体にある2台のFDドライブのどちらにゲームディスクを挿すかで選択する。BGMは日本国外版も収録しており、後述のPS2版よりも再現度が高い。ムーンクレスタ共々、画面モード変更でアーケード版に近い比率でのプレイも可能。また、同アンソロジーシリーズの「クレイジークライマー1/2」を利用する事により、本体S-RAMへのオプション設定・ハイスコアデータのセーブ機能と、BGMに「JAPAN」「USA」に加えてサントラに収録された「USA CD」バージョンのモードが追加される。
PlayStation 2版
『オレたちゲーセン族』シリーズで発売。BGMはPSG版のみ収録でFM音源版は無し。復刻インストカードなどの特典付き。
プロジェクトEGG版：D4エンタープライズ
2014年10月28日よりファミリーコンピュータ版を配信。
PlayStation 4版
アーケードアーカイブスとして2014年11月20日配信開始。
Nintendo Switch版
アーケードアーカイブスとして2018年5月10日配信開始。上記のPlayStation 4版には無かったオンライン登録が可能になった5分間のキャラバンモードとハイスコアモードが実装されている。

## 開発
同社の『ムーンクレスタ』の続編という位置づけの作品ではあるが、企画当初のタイトルは『テラホーク -地球奪還指令-』というもので、『ムーンクレスタ』の続編というのは開発中に後付けした設定であると、ゲームデザイナーの藤原茂樹が後年のインタビューで発言している。

## 音楽
基板のバージョンによって、音源ICがYM2203のものとYM3526のものがある。異なるバージョンが存在するのは、当時、国内外でヒットしたことで増産体制に移った際にYM3526が不足し、代替としてYM2203を使用したためである。
なお、YM2203版では、SSG音源のみでBGMを演奏し、FM音源は効果音のみで使用している。
また、本作のBGMはYouTubeのハムスター公式チャンネルで毎週木曜に配信されているハムスター公式番組『アーケードアーカイバー』でもオープニングほか番組内のBGMとしても使用されている。

## スタッフ
- スタッフ：藤原茂樹、しきいさお、筒井久弥、R.YAMADA
- 音楽：吉田健志

## 評価
ファミリーコンピュータ版
ゲーム誌『ファミリーコンピュータMagazine』の読者投票による「ゲーム通信簿」での評価は以下の通りとなっており、20.24点（満30点）となっている。
| 項目 | キャラクタ | 音楽 | 操作性 | 熱中度 | お買得度 | オリジナリティ | 総合  |
| 得点 | 3.27       | 3.55 | 3.48   | 3.41   | 3.31     | 3.22           | 20.24 |

## 続編
テラクレスタII マンドラーの逆襲
1992年、PCエンジンHuCARDで発売された。詳細はリンク先記事を参照。
テラクレスタ3D
1997年、セガサターン用ソフトとして発売。グラフィックを2Dから3DCGに変更したリメイク的な作品。機体が3機合体に変更され、ボス戦の時だけ戦闘が3人称視点になるのが特徴である。BGMはオーケストラ風に大幅にアレンジされている。
ソルクレスタ
2022年、プラチナゲームズより発売。対応機種はNintendo Switch、PlayStation 4、Steam。本作のウイングギャリバーはカバヤの玩具版が過去に味方が運用していたオリジナルの機体、タカラトミーのシューティングゲームヒストリカ版は敵が複製した機体となっている。

## 関連作品

### 玩具
『W変形合体テラクレスタ』という商品名の玩具が存在する。ロング社から出たフックトイで、ウイングギャリバー1〜2台セットの単品売り及び5機セットで各機の名称がストレイタス1（α号）/ストレイタス2（β号&γ号）/ストレイタス3（δ号&ε号）となっている。チープトイながら設定通り合体するが名称がウイングギャリバーからイグナイトフォートレスに変更されている。また、設定にないオリジナルの「ロボット形態」にも変形できる。ロボット形態の名称はビッグクレスタ。5機セットのみロボ形態のときに持っているシールドに本作のロゴが貼ってある。
また、カバヤから食玩で小さいプラモデルが発売されており、合体可能なウイングギャリバーや敵要塞（ザコキャラ付き）が商品化されていた（テラクレスタ ピーナッツチョコ）。
さらに、2014年にはタカラトミーアーツから「シューティングゲームヒストリカEX」として、ウイングギャリバーの5機合体を完全再現した本格的な玩具が発売された。